# Onomacrite
Onomacrite (Ὀνομάκριτος,  / Onomacritos) est un chresmologue grec, c'est-à-dire un compilateur d'oracles, qui vivait à la cour du tyran Hipparque à Athènes au VIe siècle av. J.-C. Il a été convaincu d'avoir réalisé de faux oracles et peut-être aussi des poèmes attribués à des poètes antérieurs, dont Musée.

## Histoire
Hérodote rapporte qu'Onomacrite résidait à Athènes au temps du tyran Hipparque, dont il avait l'amitié. Il avait rassemblé en recueil les oracles du poète Musée. Mais le poète Lasos d'Hermione le surprit un jour à introduire un faux dans les oracles de Musée, une prophétie qui annonçait l'engloutissement dans la mer des îles proches de Lemnos. Cela lui valut d'être exilé par Hipparque. Par la suite, peu avant la seconde guerre médique, les Pisistratides se réconcilièrent avec Onomacrite et eurent recours à lui pour convaincre Xerxès Ier de lancer une attaque contre la Grèce, en lui faisant réciter des oracles de bon augure pour les Perses pendant leurs audiences devant le Grand Roi.
Pausanias, citant des vers selon lesquels le vent du Nord aurait attribué à Musée le pouvoir de voler dans les airs, juge qu'ils ne sont pas authentiques et qu'ils ont été composés par Onomacrite. Il indique également qu'Onomacrite avait composé un poème appelé les Orgies mettant en scène Dionysos ainsi que les Titans ; il précise qu'Onomacrite avait pris le nom de Titans chez Homère et fut le premier à faire d'eux les coupables des maux de Dionysos. Cet élément est une innovation importante pour les récits propres à l'orphisme. Une tradition antique dit qu'Onomacrite a retranscrit les doctrines d'Orphée en vers.